# Antonio Vojak
Antonio Vojak (Pula, Imperio austrohúngaro, hoy Croacia, 19 de noviembre de 1904 - Varese, Italia 8 de mayo de 1977), fue un futbolista y entrenador italiano. Se desempeñaba como delantero.

## Trayectoria
Hermano del también futbolista Oliviero, nació en la ciudad de Pula, en ese entonces perteneciente al Imperio austrohúngaro, de una familia de etnia croata. Posteriormente, el régimen fascista italianizó su apellido eslavo en "Vogliani".
Comenzó su carrera futbolística en el club de su ciudad, el Grion Pola. En la temporada 1924-25 jugó en la Lazio de Roma; el año siguiente pasó a la Juventus, con la que ganó el campeonato. Se quedó en Turín por cuatro temporadas, transfiriéndose en 1929 al Napoli del célebre entrenador inglés mister Garbutt. Con el Napoli jugó 193 partidos, marcando 103 goles: aún hoy es el segundo máximo goleador de la historia del conjunto partenopeo en la Serie A después de Mertens, siendo el séptimo en la clasificación de los goles totales, después de Mertens, Insigne, Hamšík, Maradona, Sallustro y Cavani. En 1935 fue transferido al Genoa y en 1936 al Lucchese, donde jugó sólo un partido.
Concluyó su carrera deportiva en Serie C con el Empoli y el Stabia, donde asumió, al mismo tiempo, el cargo de entrenador. Ha sido también entrenador del Napoli (1940-1943) y de varios equipos menores.

## Selección nacional
Ha sido internacional con la Selección Italiana en una sola ocasión, el 14 de febrero de 1932 en Nápoles (Italia-Suiza 3-0).

## Clubes

### Como jugador
| Club                     | País   | Año       |
| ------------------------ | ------ | --------- |
| S. S. Lazio              | Italia | 1924-1925 |
| F. B. C. Juventus        | Italia | 1925-1929 |
| A. C. Napoli             | Italia | 1929-1935 |
| A. C. Genova 1893        | Italia | 1935-1936 |
| U. S. Lucchese Libertas  | Italia | 1936-1937 |
| Italo Gambacciani Empoli | Italia | 1937-1939 |
| A. C. Stabia             | Italia | 1939-1940 |

### Como entrenador
| Club                       | País   | Año       |
| -------------------------- | ------ | --------- |
| Italo Gambacciani Empoli   | Italia | 1937-1939 |
| A. C. Stabia               | Italia | 1939-1940 |
| A. C. Napoli               | Italia | 1940-1943 |
| U. S. Avellino             | Italia | 1943-1947 |
| A. S. Stabia               | Italia | 1948-1949 |
| Varese F. C.               | Italia | 1950-1951 |
| U. S. Feltrese             | Italia | 1951-1952 |
| Carrarese Pietrino Binelli | Italia | 1955-1956 |

## Palmarés

### Campeonatos nacionales
| Título        | Club              | País   | Año     |
| ------------- | ----------------- | ------ | ------- |
| Liga italiana | F. B. C. Juventus | Italia | 1925-26 |